# Nathaniel Robitaille
Nathaniel Scott Robitaille (Attleboro, 26 novembre 1992) è un giocatore di football americano statunitense, che gioca come wide receiver per i Fehérvár Enthroners.
Dopo aver giocato per la squadra universitaria statunitense degli Stonehill Skyhawks, nel 2016 si trasferisce ai tedeschi Frankfurt Universe e nel 2017 agli Schwäbisch Hall Unicorns. Trascorre quindi due stagione nel campionato finlandese ai Seinäjoki Crocodiles per poi dal 2022 giocare in ELF, prima con i Rhein Fire e poi con i Fehérvár Enthroners.

## Palmarès
- 1 ELF Championship (Rhein Fire, 2023)
- 1 EFL Bowl (Frankfurt Universe, 2016)
- 2 German Bowl (Schwäbisch Hall Unicorns, 2017, 2018)